# Conus elegans
Conus elegans é uma espécie de gastrópode do gênero Conus, pertencente à família Conidae.